# O Burgo (Pontevedra)
O Burgo é um bairro da cidade de Pontevedra (Espanha). É um dos bairros mais antigos da cidade e é atravessado pelo Caminho Português de Santiago. Do seu lado direito encontra-se a zona de A Xunqueira com importantes instalações educativas e culturais.

## Localização
O Burgo é um bairro localizado no norte da cidade na margem direita do rio Lérez. O seu eixo principal é a Avenida da Corunha e a Rua Juan Bautista Andrade, bem como a Avenida Compostela à direita, que o separa da zona da Xunqueira. A sul, o bairro é delimitado pela rua Domingo Fontán.

## História
O Burgo, junto à ponte que leva o seu nome e nas margens do Lérez, tem sido um ponto estratégico de Pontevedra desde os romanos (a Via XIX passava por aqui), e desde a Idade Média uma das entradas da cidade a partir do norte, bem como um ponto de passagem do Caminho Português de Santiago.
No século XII, a ponte de Burgo substituiu a antiga ponte romana, que se encontrava em ruínas. O Burgo Pequeno foi o primeiro dos três arrabaldes da cidade. A formação deste novo, embora pequeno, povoado fez com que a ponte servisse de ligação entre a cidade e o bairro, que se tornou uma espécie de extensão urbana. O bairro desenvolveu-se tendo como centro a ermida de San Jacobo ou Santiago do Burgo. A sua economia baseava-se na viticultura, apoiada pela presença de um moinho no século XV, e pela sua proximidade e relação com o mosteiro de São Salvador de Lérez.
Na Idade Média, O Burgo tornou-se uma paragem obrigatória para os peregrinos a caminho de Santiago de Compostela vindos de Portugal. Segundo a lenda, o Apóstolo Santiago, na sua peregrinação a Santiago de Compostela, sentiu-se cansado e parou em O Burgo, onde foi cuidado e protegido até se recuperar e poder continuar a sua viagem. Em agradecimento pela ajuda recebida, o santo disse aos proprietários da casa onde descansava que as primeiras uvas e milho de cada vindima amadureciam lá todos os anos.
No final do século XVIII, o bairro linear de O Burgo, de origem medieval, começou a adquirir uma certa importância. A 16 de Dezembro de 1811,  Xoan Manuel Pintos, escritor e lexicógrafo e um dos autores do Rexurdimento galego, nasceu em O Burgo. Em 1898, o bairro cresceu com a construção de uma estrada entre O Burgo e A Caeira.
O campo desportivo de O Burgo foi inaugurado a 16 de Outubro de 1919 com um jogo de futebol entre o Pontevedra Athletic e o Real Coruña. O campo tornou-se o recinto polidesportivo por excelência da cidade. Em 1949, a estrada conhecida como Caminho de Santiago ou Caminho do Burgo foi denominada Avenida da Corunha. Em 1960, a Câmara Municipal comprou o estádio, que se tornou o actual Estádio Pasarón. A 13 de julho de 1968, foi inaugurado o Pavilhão Municipal de Desportos na zona.
Em 10 de setembro de 1983, a Ponte de Santiago foi inaugurada para aliviar o congestionamento na Ponte do Burgo e fornecer um novo acesso ao centro da cidade.
Em setembro de 1986 a antiga capela do Burgo foi demolida e em abril de 1987 iniciou-se a construção de uma nova capela que integrava a fachada do antigo edifício.
A 3 de julho de 1987, foi inaugurada a avenida de Compostela de quatro faixas, proporcionando uma nova saída para a cidade a partir do norte em direcção a Santiago de Compostela e A Coruña. Em 1993, foi desenvolvido um terreno a norte da Xunqueira para o campus de Pontevedra. A 26 de maio de 1995, foi inaugurada uma nova ponte para ligar esta parte da cidade à margem esquerda do rio, a Ponte dos Tirantes.
Em 1996, foi criada no bairro a paróquia de Santiago do Burgo,
O Verão de 2020 assistiu à inauguração da pedonalização da Ponte do Burgo, que melhorou a ligação do bairro com o centro da cidade.

## Urbanismo

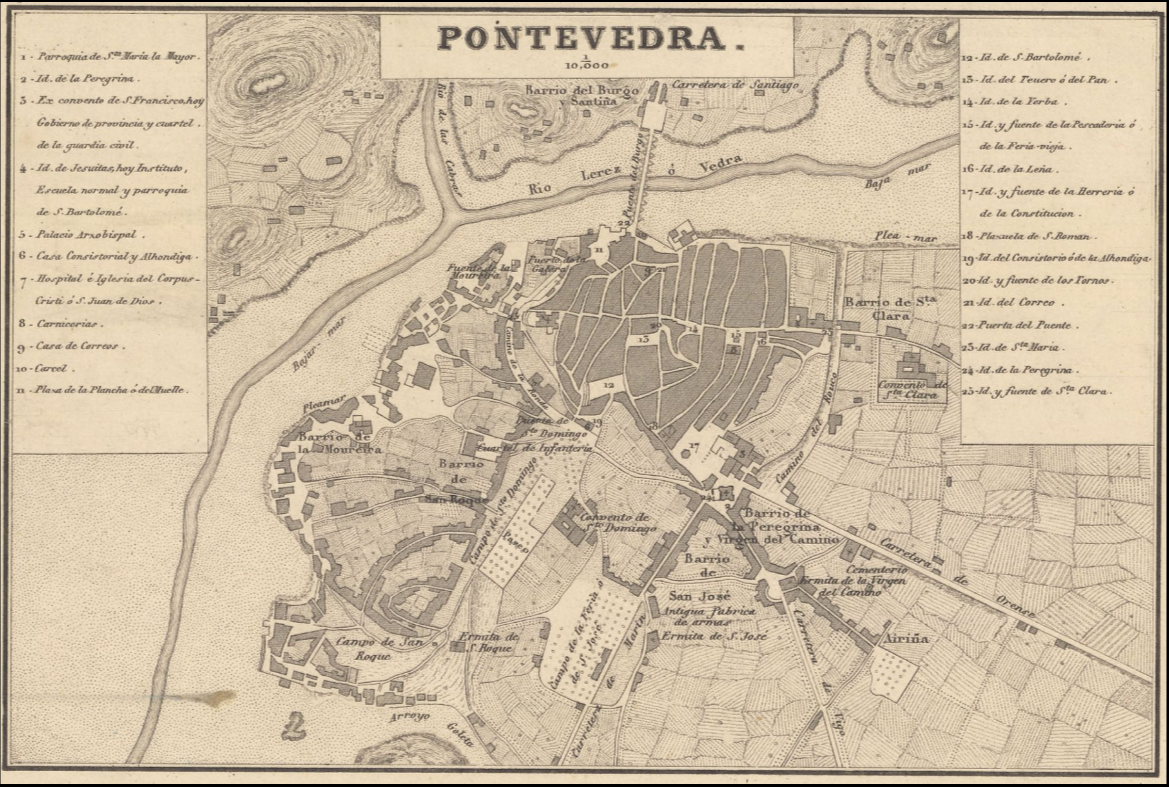
Mapa de Pontevedra em 1856 com o bairro do Burgo, ao norte da cidade.

O Burgo é o bairro de Pontevedra situado na margem direita do rio Lérez. Está organizado longitudinalmente a partir da ponte de Burgo, ao longo da Avenida da Corunha e da Rua Juan Bautista Andrade. A rua Domingo Fontán estende-se ao longo das margens do Lérez e o Caminho Português de Santiago corre ao longo da rua Santiña. A leste, a Avenida de Compostela separa o bairro do Burgo da zona da Xunqueira, que está ligada à Ponte dos Tirantes pela Rua Alexandre Bóveda.
Em frente ao estádio Pasarón encontra-se o Parque de Pasarón e a oeste o Parque Natural Marismas de Alba. Nas traseiras do Pavilhão Municipal de Desportos de Pontevedra existe um campo de petanca. Na zona da Xunqueira, está o Parque Rosalía de Castro e o Parque da Ilha das Esculturas, um dos maiores da cidade.
No número 20 da avenida da Corunha, encontra-se a Casa Sanz Díaz, um edifício Art Nouveau do arquitecto Antonio López Hernández.

## Instalações

### Desportos e lazer
O Burgo tem as instalações desportivas mais importantes da cidade:
- Estádio de Pasarón : inaugurado em 1965, foi completamente renovado em 2006.[7]
- O Pavilhão Municipal de Desportos : inaugurado em 1968, foi projectado pelo arquiteto Alejandro de la Sota.[21]
- Na zona da Xunqueira, existem vários campos de futebol (um dos quais é de relva artificial),[22][23] e um pavilhão desportivo polivalente.[24]

### Centros de ensino
A zona de A Xunqueira possui importantes infra-estruturas educativas e é aqui que se concentra a maior parte da oferta educativa da cidade. Nesta zona estão localizados: 
- duas escolas: A Xunqueira 1 e A Xunqueira 2.
- duas escolas secundárias: A Xunqueira 1 e A Xunqueira 2.
- um centro integrado de formação profissional.
- a Escola Oficial de Línguas da cidade.
- o Centro de Formação de Professores da Xunta de Galicia.
- o campus A Xunqueira, com 3 faculdades, 1 escola de engenharia e uma creche da Xunta de Galicia.

### Outras instalações
A oeste, junto ao parque natural Marismas de Alba, encontra-se a sala de exames da Direcção Provincial de Estradas, na Rua Martín Códax. O Burgo também tem um centro comunitário para os residentes do bairro. Há uma igreja paroquial no bairro: Santiago Peregrino do Burgo.
Na zona da Xunqueira existem importantes instalações culturais: o Palácio de Congressos de Pontevedra e o Centro de exposições de Pontevedra.

## Festas e eventos culturais
As festas de bairro têm lugar todos os anos por volta do dia 25 de Julho, bem como a tradicional oferta de uvas e milho ao Apóstolo Santiago.

## Galeria

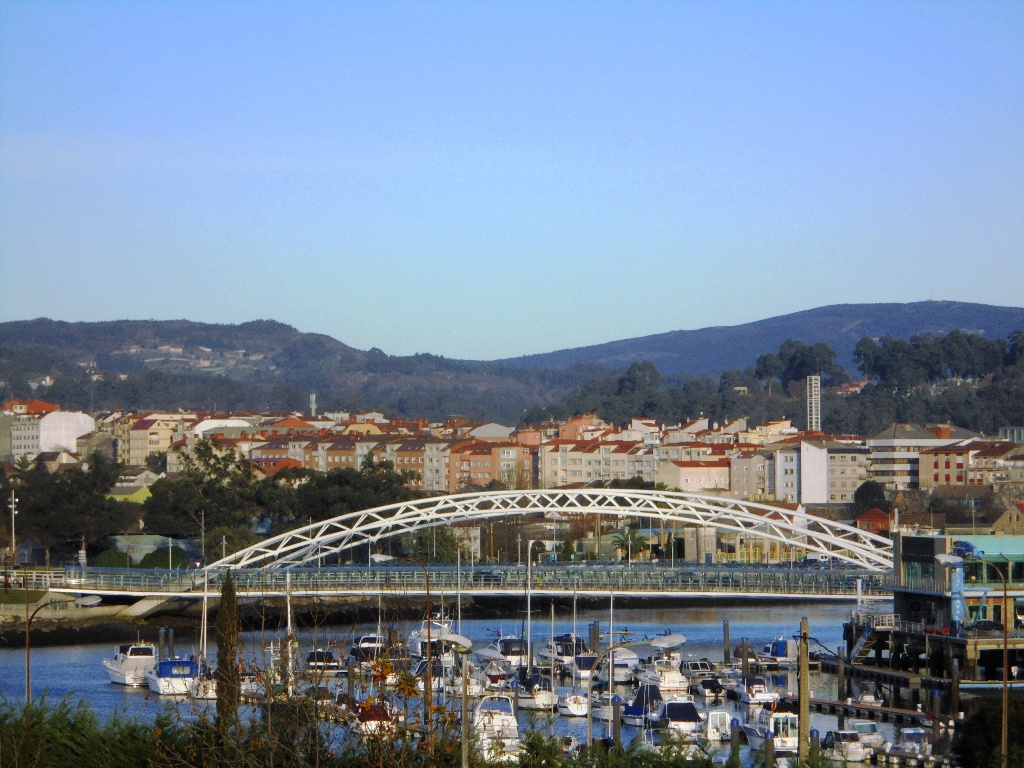
O Burgo, a ponte das Correntes e a marina de Pontevedra
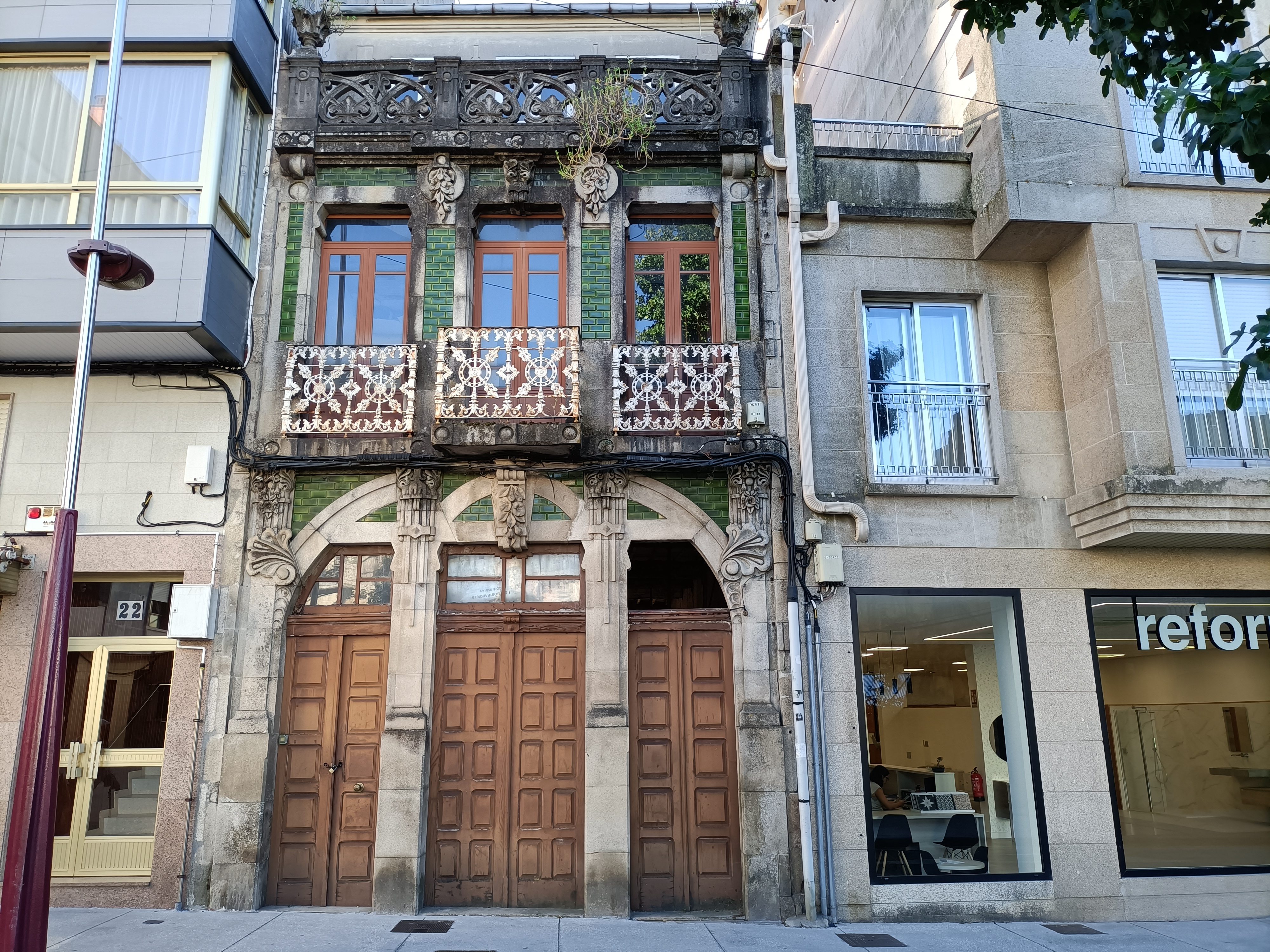
Casa modernista Sanz Díaz
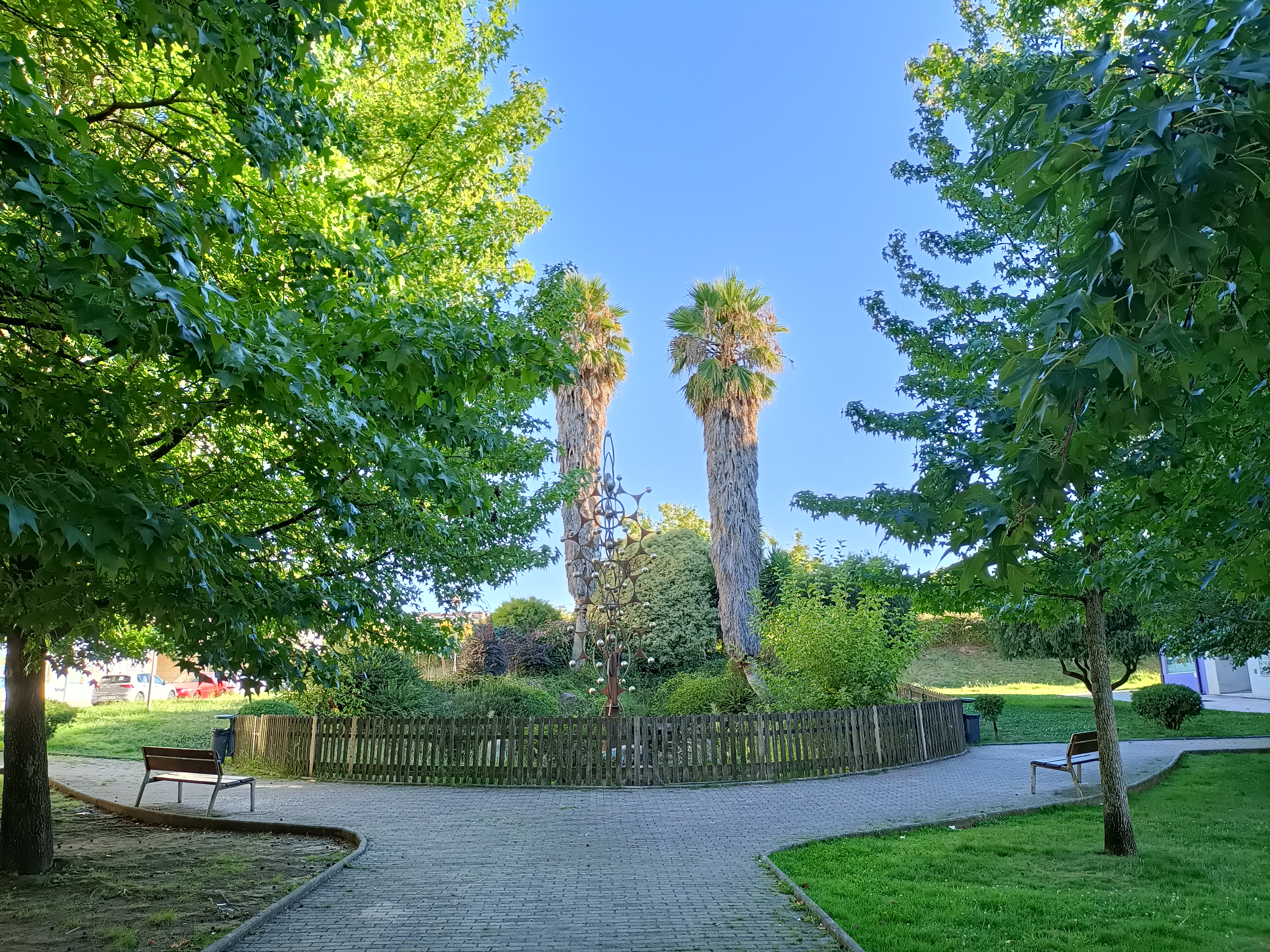
Parque de Pasarón
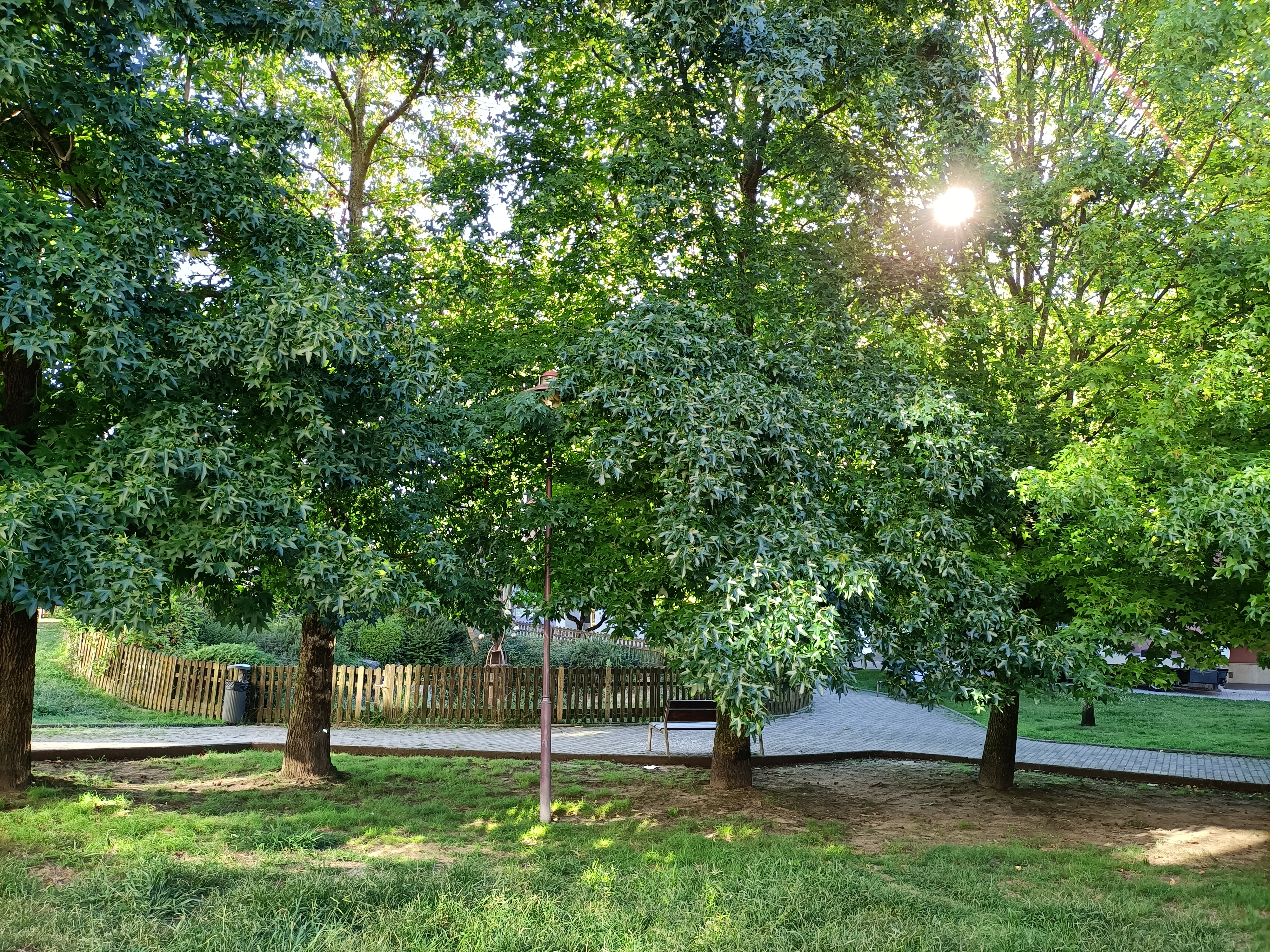
Parque de Pasarón
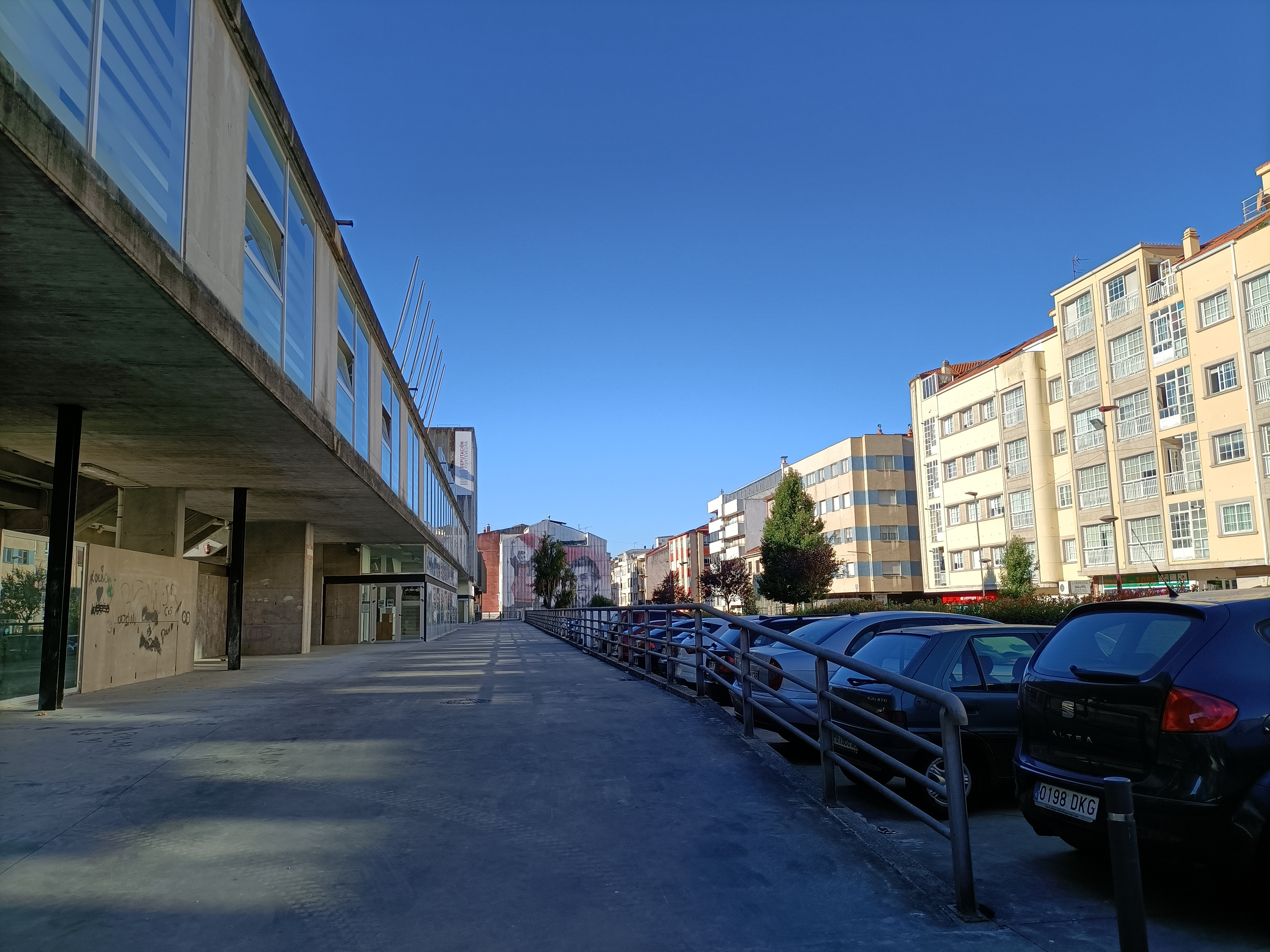
Avenida da Corunha e Estádio de Pasarón
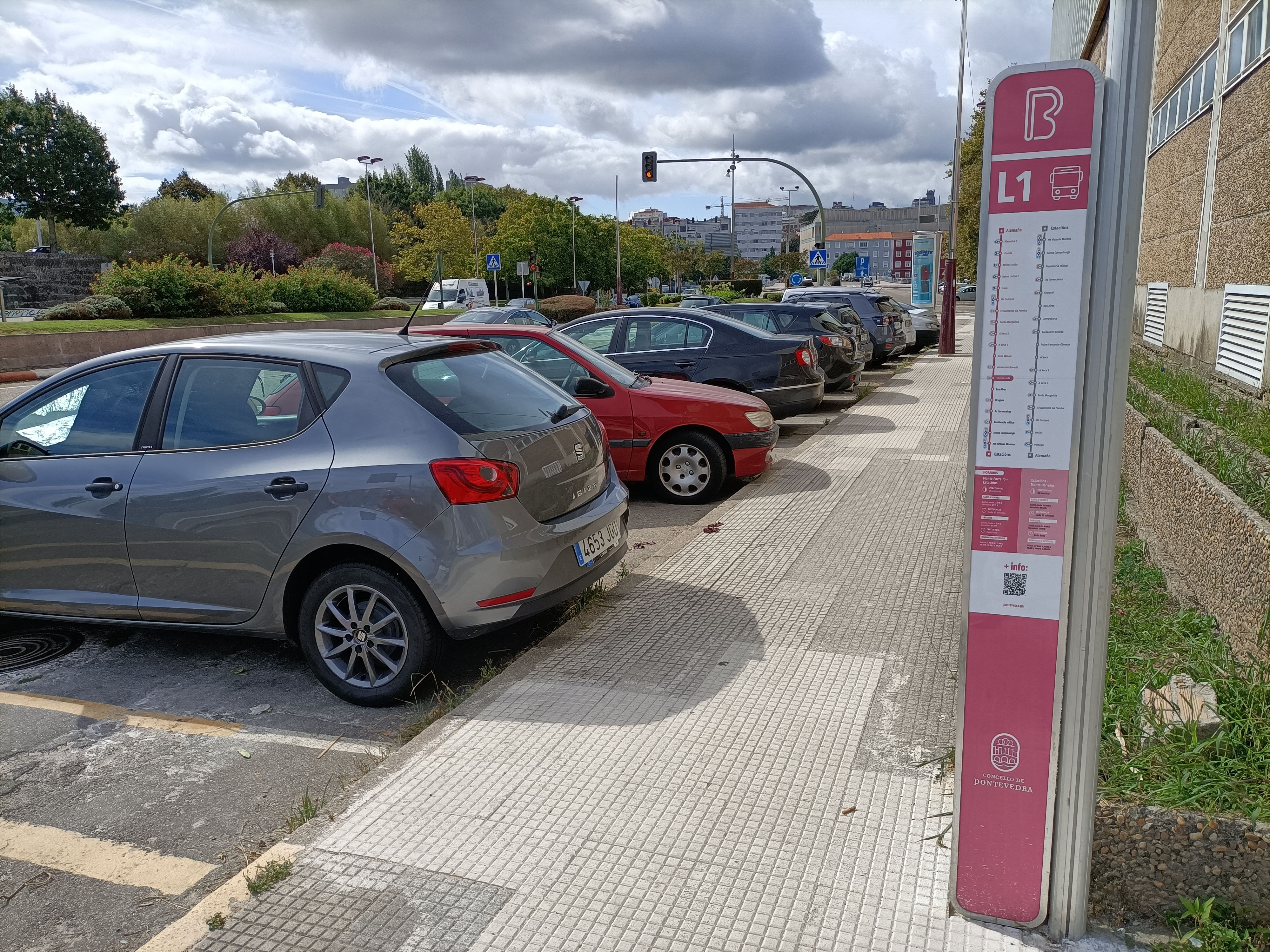
Paragem da linha 1 de autocarros urbanos
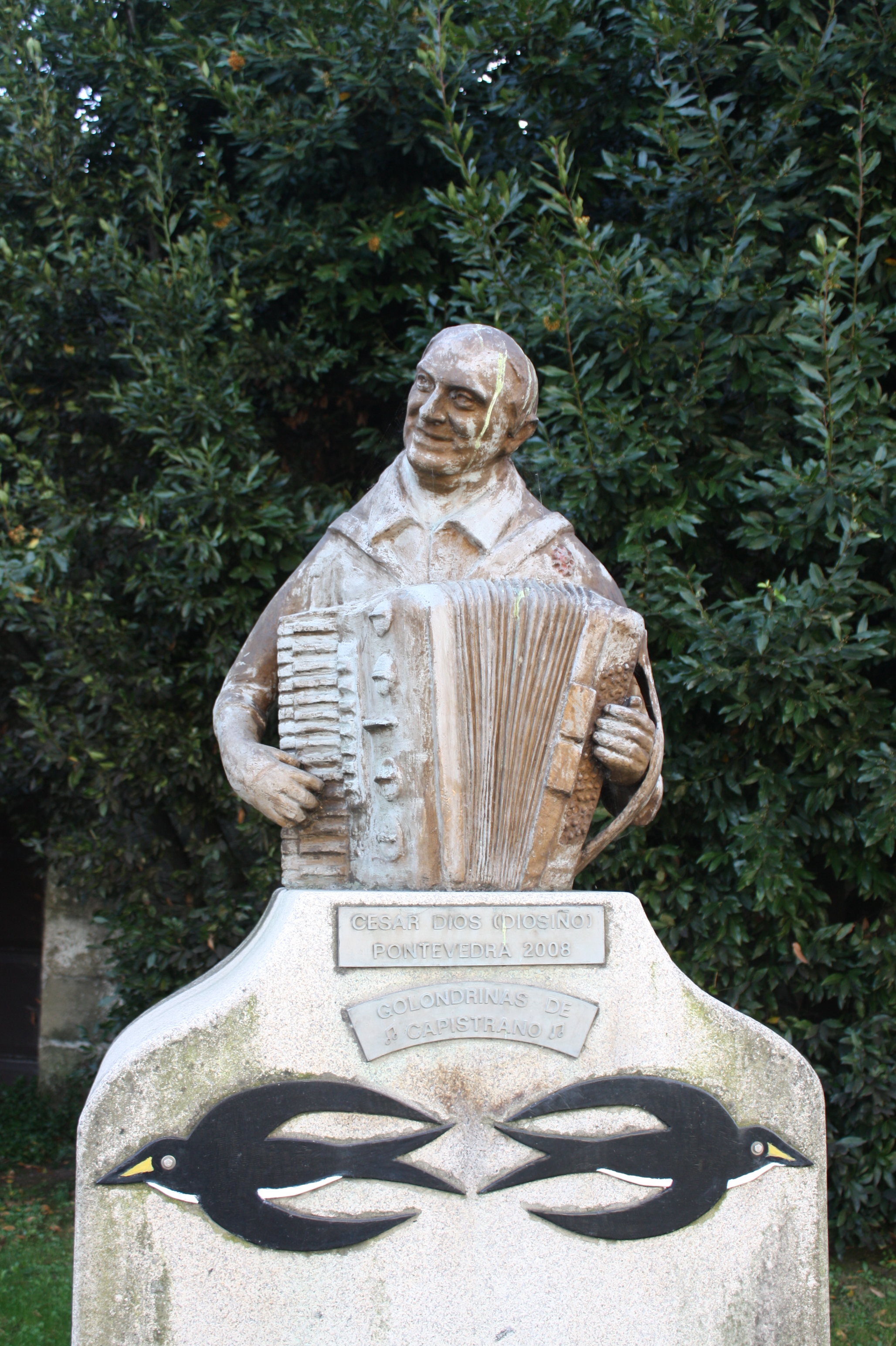
Busto de Diosiño
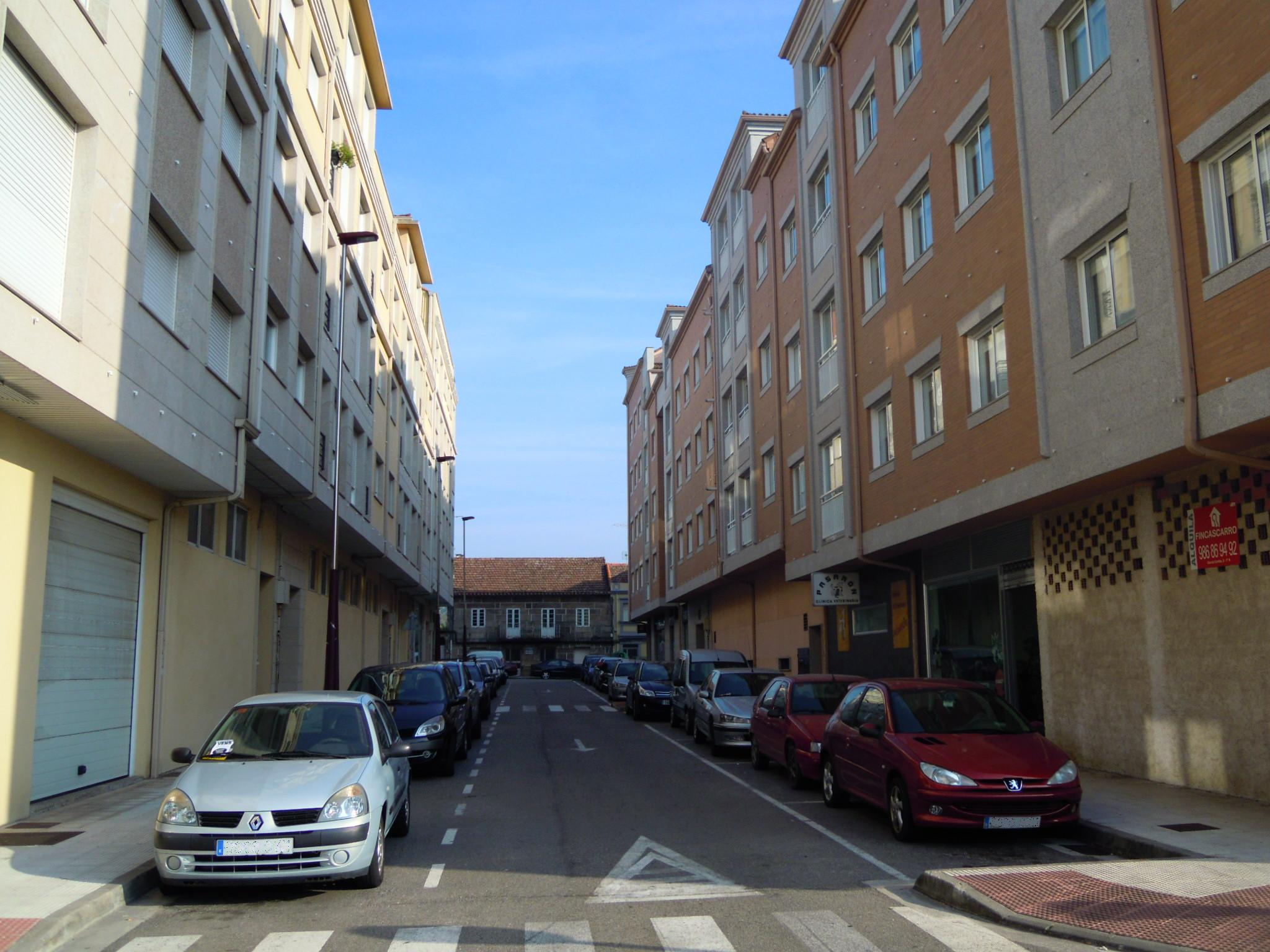
Rua Valentin Paz Andrade
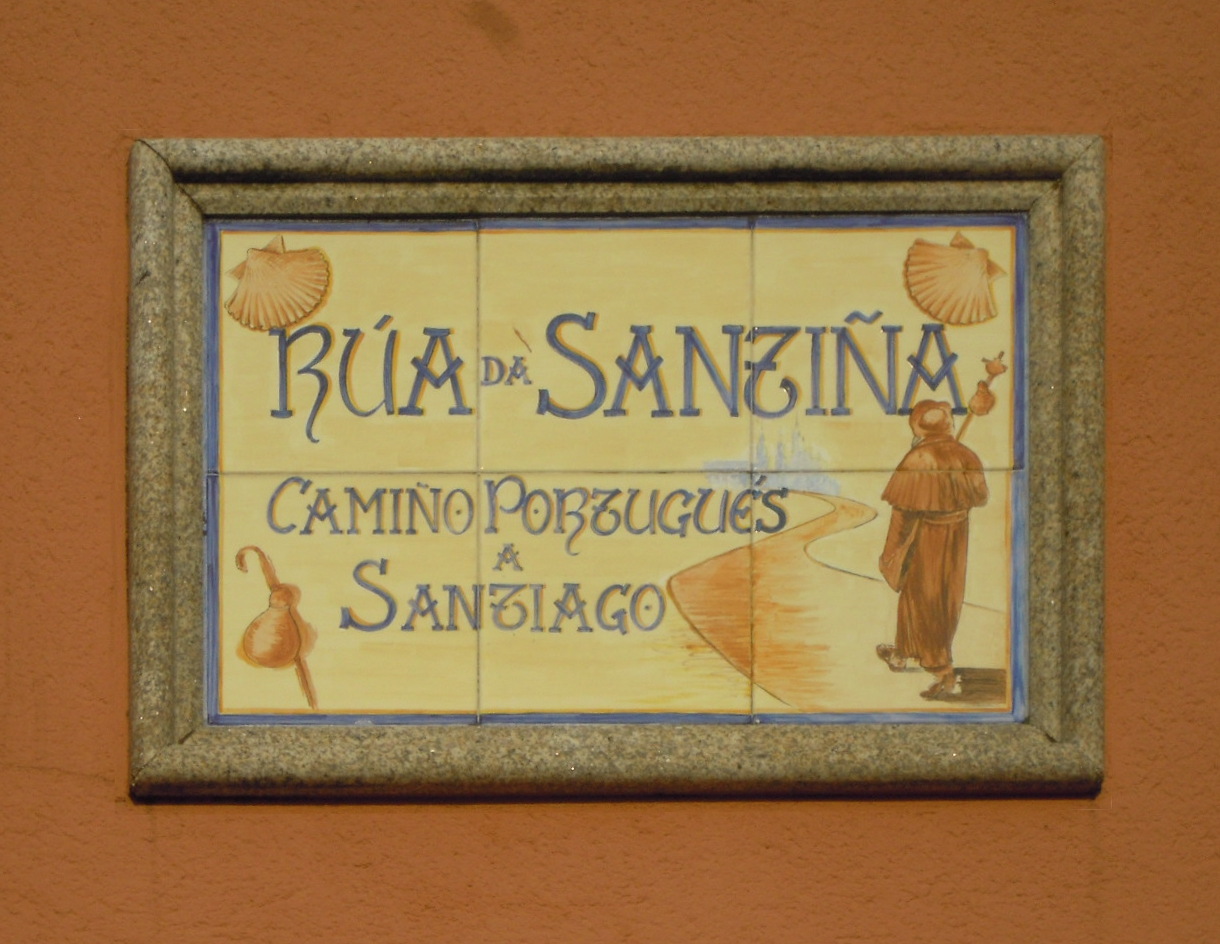
Placa da rua da Santinha
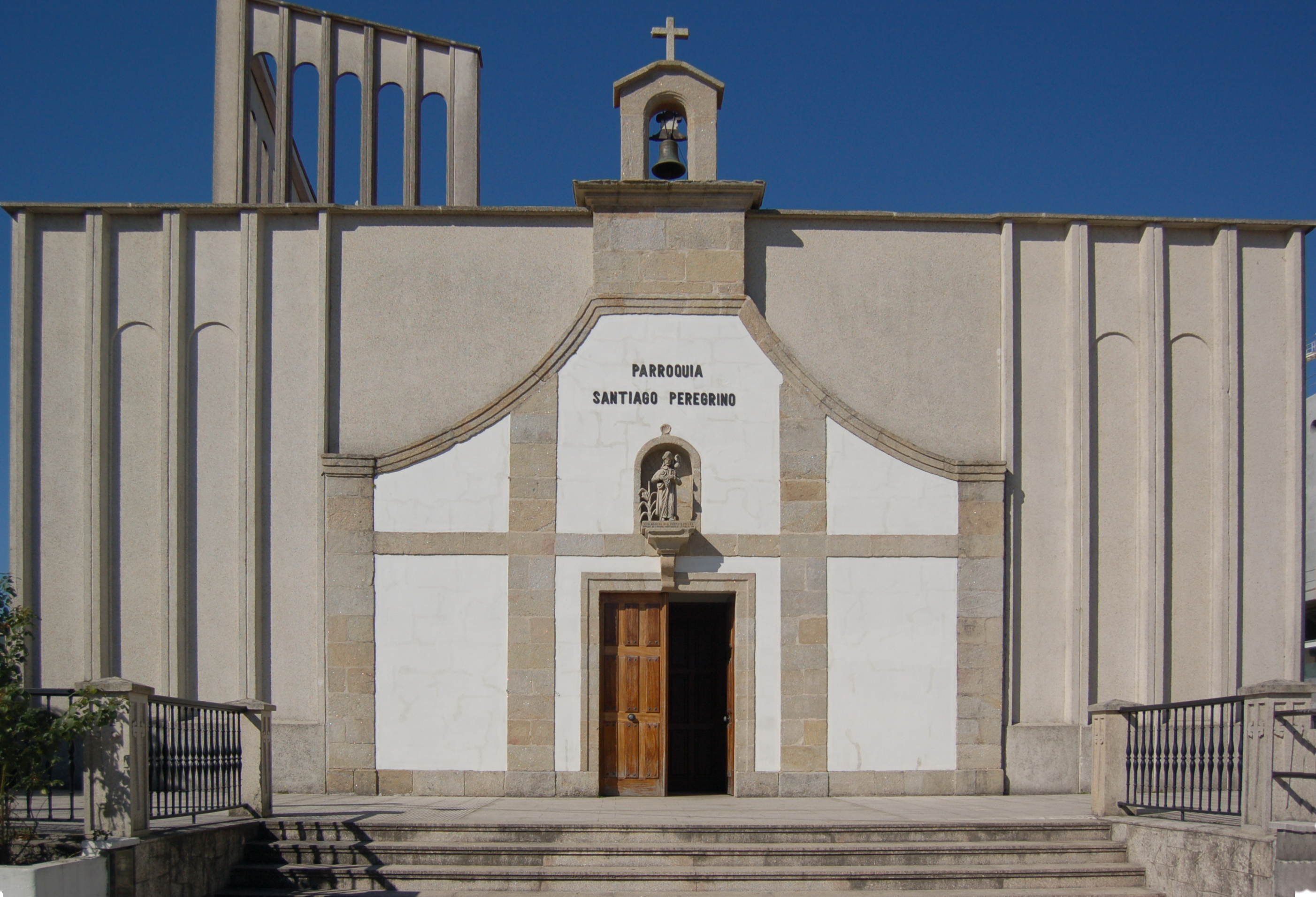
Igreja de Santiago Peregrino do Burgo
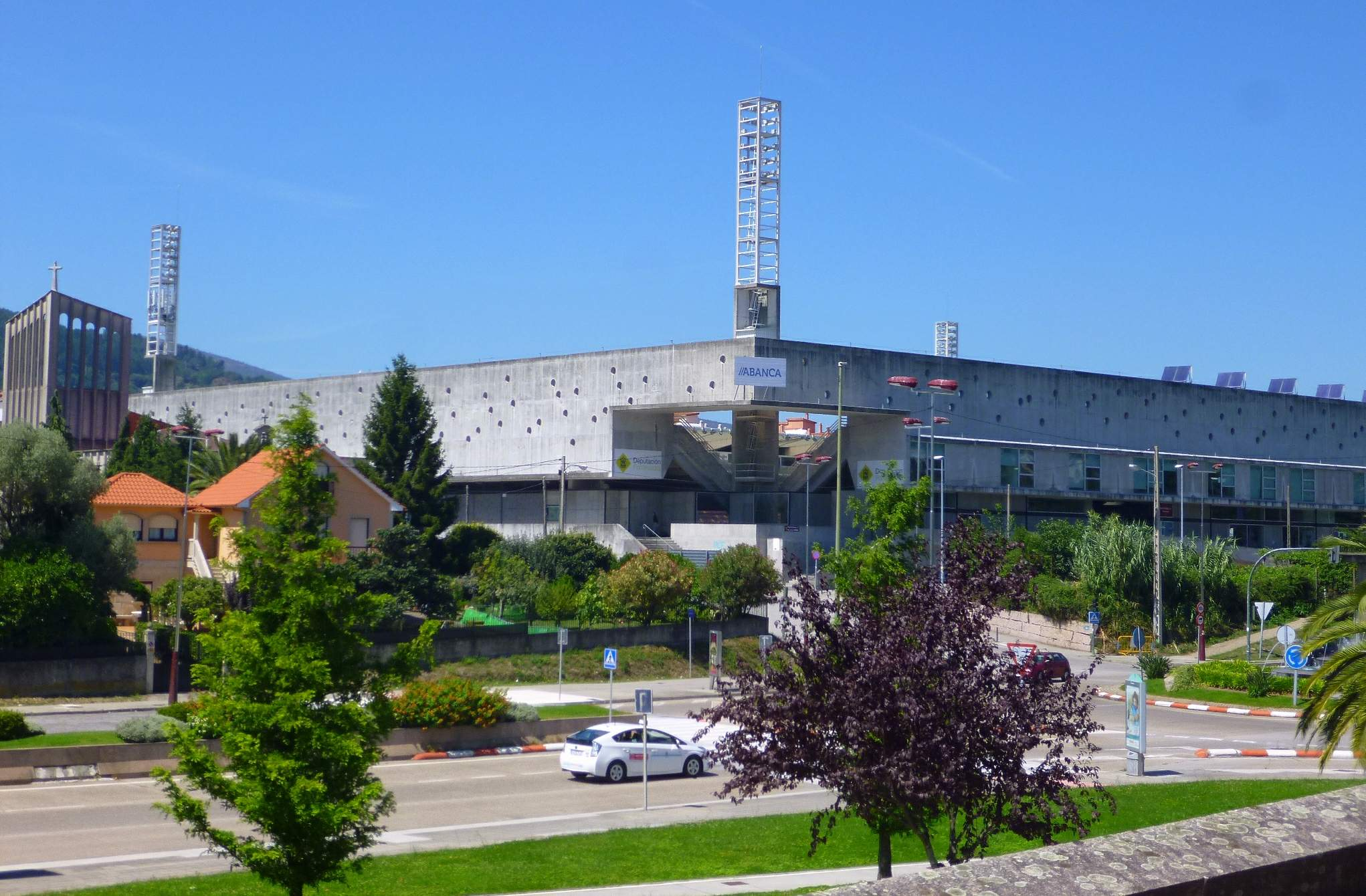
Estadio Municipal de Pasarón
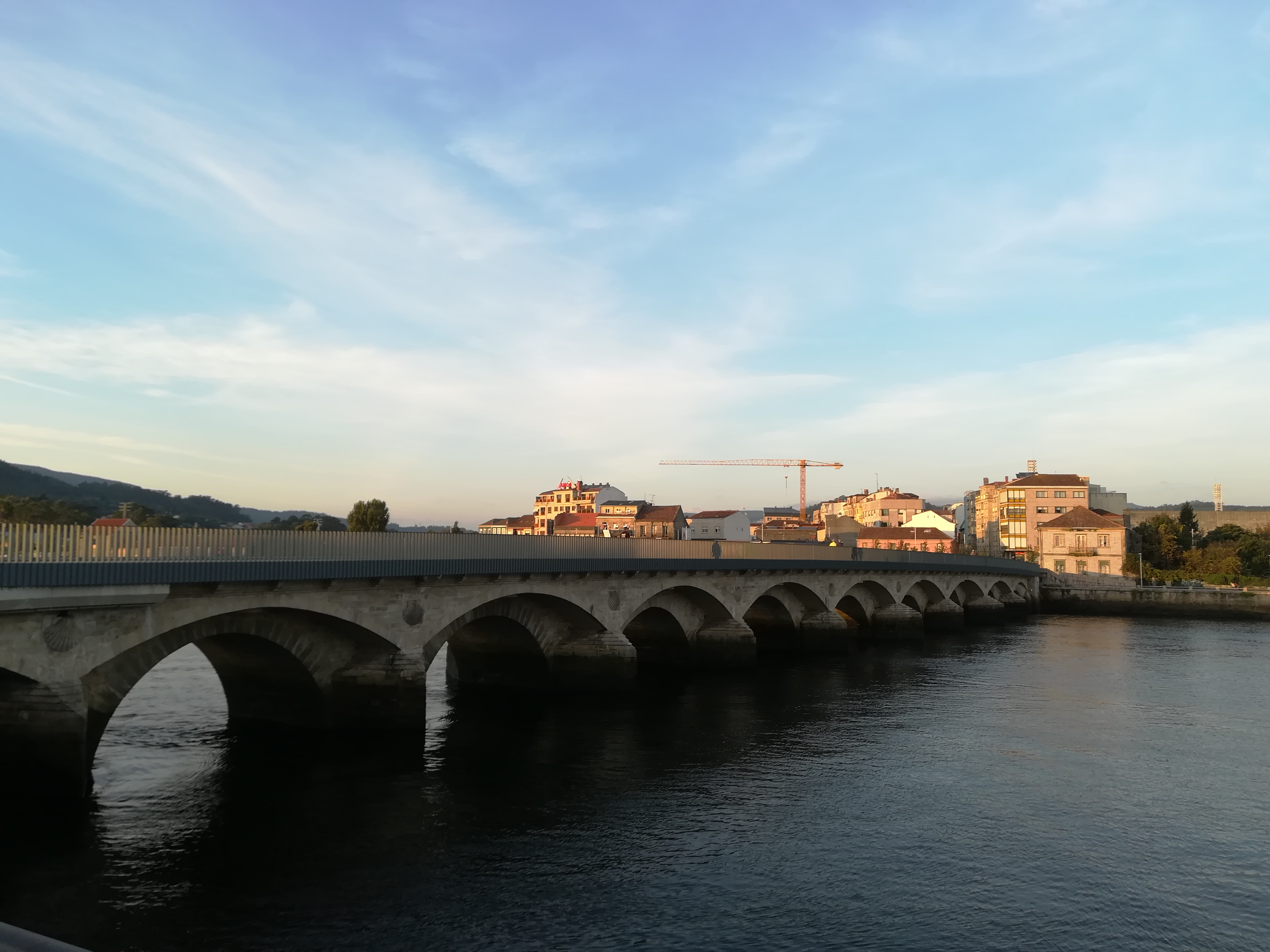
Ponte do Burgo e o bairro do mesmo nome ao fundo
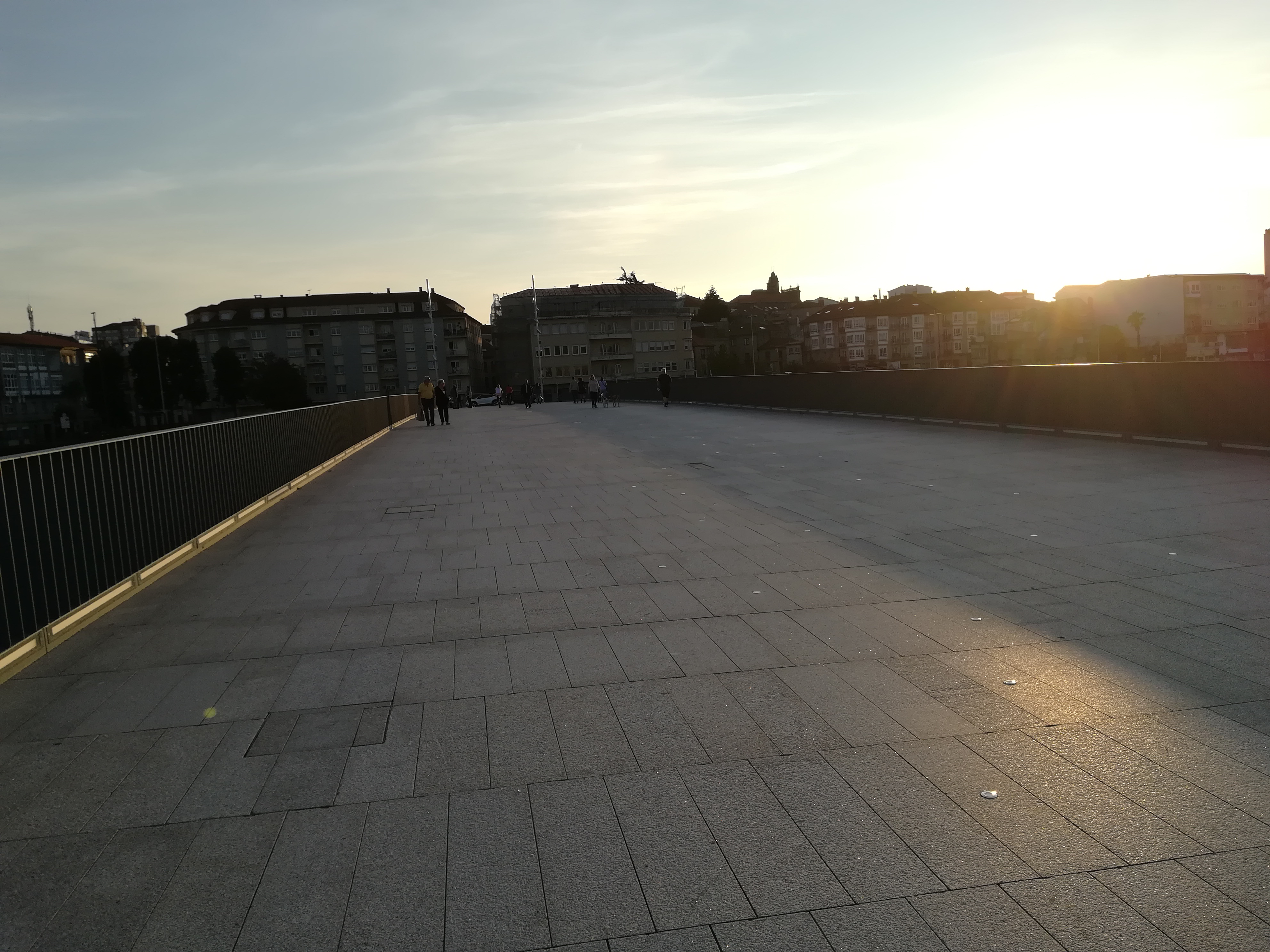
Ponte do Burgo pedonalisado
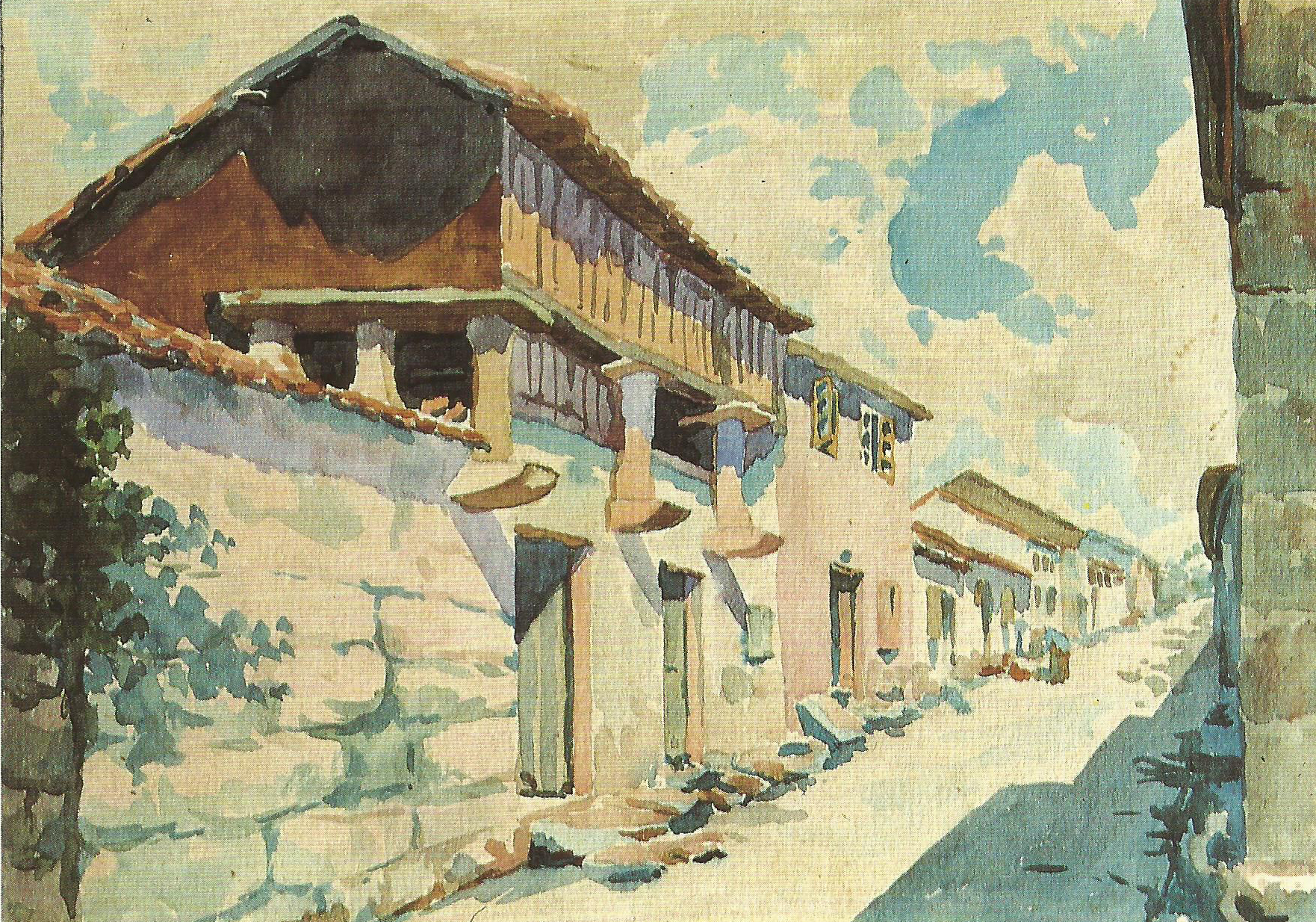
Rua da Santiña em 1908, por Enrique Campo
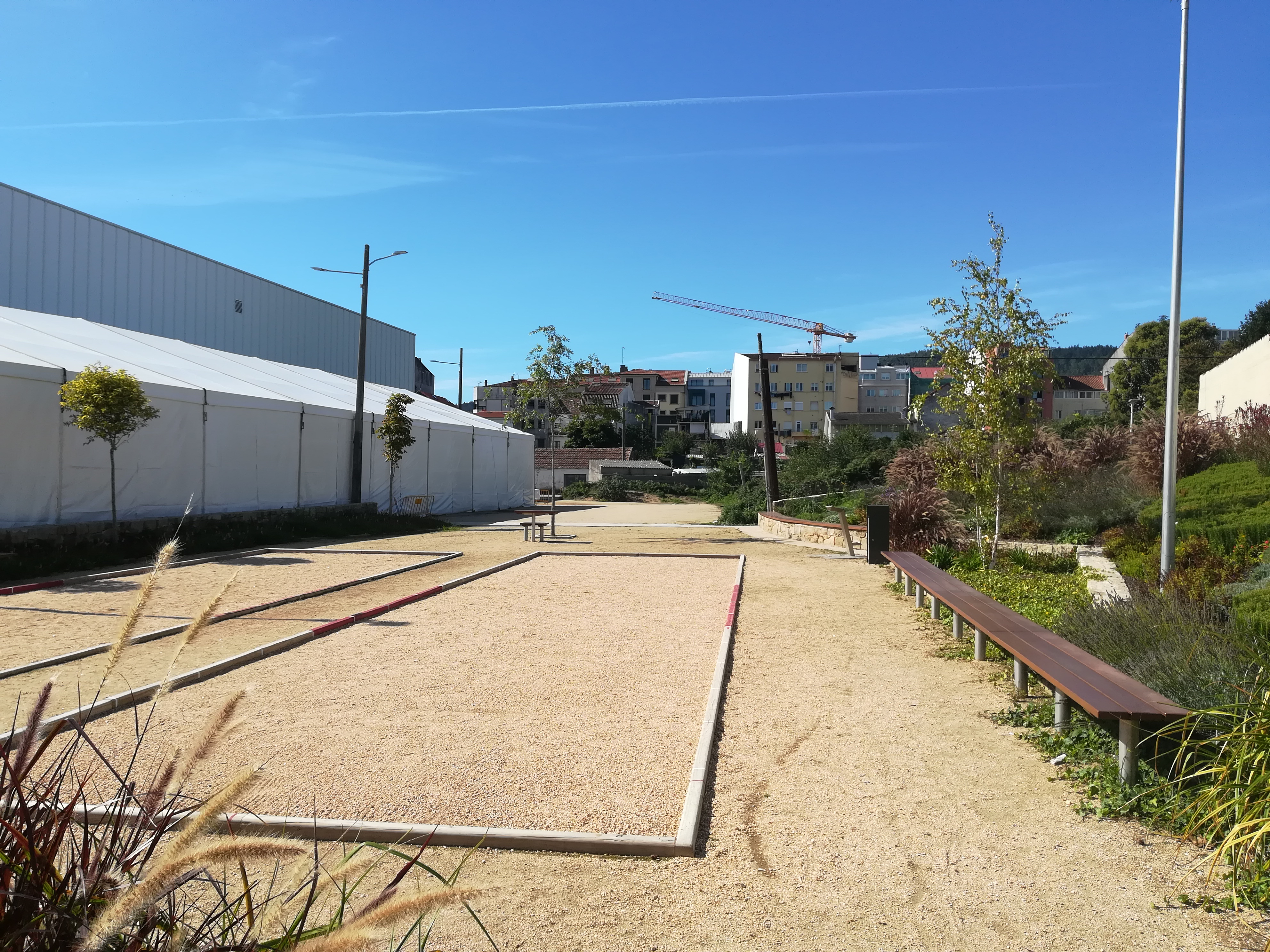
Campo de petanca

### Artigos relacionados
- Campolongo
- Cidade Velha de Pontevedra
- Pontevedra
- Monte Porreiro